# Academia de Bellas Letras

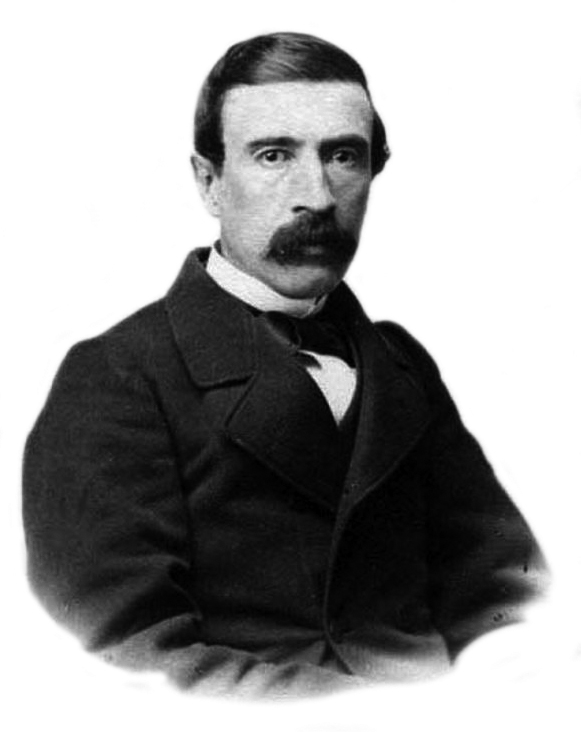
José Victorino Lastarria Santander (Rancagua, 23 de marzo de 1817 - Santiago de Chile, 14 de junio de 1888).

La Academia de Bellas Letras fue una agrupación chilena de intelectuales influenciada por el positivismo, la cual desarrolló sus actividades entre 1873 y 1881. Fue dirigida por el político y filósofo José Victorino Lastarria, y tuvo como objetivo "el cultivo del arte literario", bajo el ideal de que "la literatura debe corresponder a la verdadera idea de progreso positivo de la humanidad".

## Historia
La Academia surgió en un período en el que Chile estaba consolidando su independencia y buscando desarrollar una cultura nacional que pudiera reflejar su realidad social y política. Durante la segunda mitad del siglo XIX había un interés creciente en las letras, impulsado por la aparición de nuevas generaciones de escritores y poetas, así como por la influencia de movimientos literarios europeos como el romanticismo y el realismo. Esto coincidió con la naciente ola de anticlericalismo en el país (la cual ya venía desarrollándose desde el establecimiento de la república), fungiendo como herramienta de crítica contra la importarte influencia que la Iglesia católica mantenía sobre la sociedad chilena.
En este contexto, José Victorino Lastrarría, principal difusor del positivismo en Chile, se comprometió con la idea de que la ciencia era la herramienta más efectiva para dar solución a los problemas que asolaban a la sociedad chilena. El atractivo fundamental del positivismo era su noción del "progreso" de la realidad, siendo un elemento clave dentro de su proyecto filosófico:

La misión de la filosofía, según Comte, es la de precisar el desarrollo de cada ciencia y captar, desde su interior, la línea directriz. La ley de los tres estados, el elemento más conocido de la doctrina comtiana, permite llevar a término aquella misión. Esta ley afirma que la historia del espíritu humano evoluciona, en todos los campos de actividad, pasando por tres fases sucesivas: teológica, metafísica y científica.
Joan López i Carrera

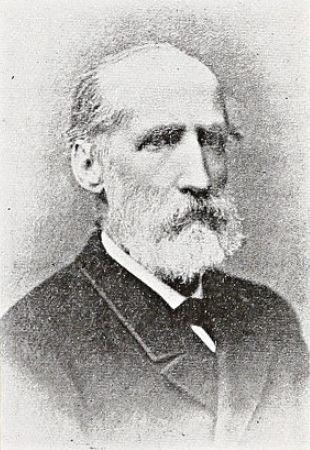
Miguel Luis Amunátegui Aldunate (Santiago, 11 de enero de 1828 - 22 de enero de 1888) fue un historiador y político chileno, hermano del también historiador Gregorio Amunátegui Aldunate.

El objetivo principal de la Academia era promover "el cultivo del arte literario" alineado con la idea de progreso positivo de la humanidad. La Academia se organizó en Santiago de Chile, distribuyendo a sus miembros en tres secciones: 1) Ciencias, 2) Sociología y 3) Bella Literatura; con el propósito de dividir las tareas de organización y trabajo. Además de sus enfoques específicos, la Academia se dedicó al "buen uso de la lengua" bajo la influencia de Lastarria, quien era miembro de la Real Academia Española.

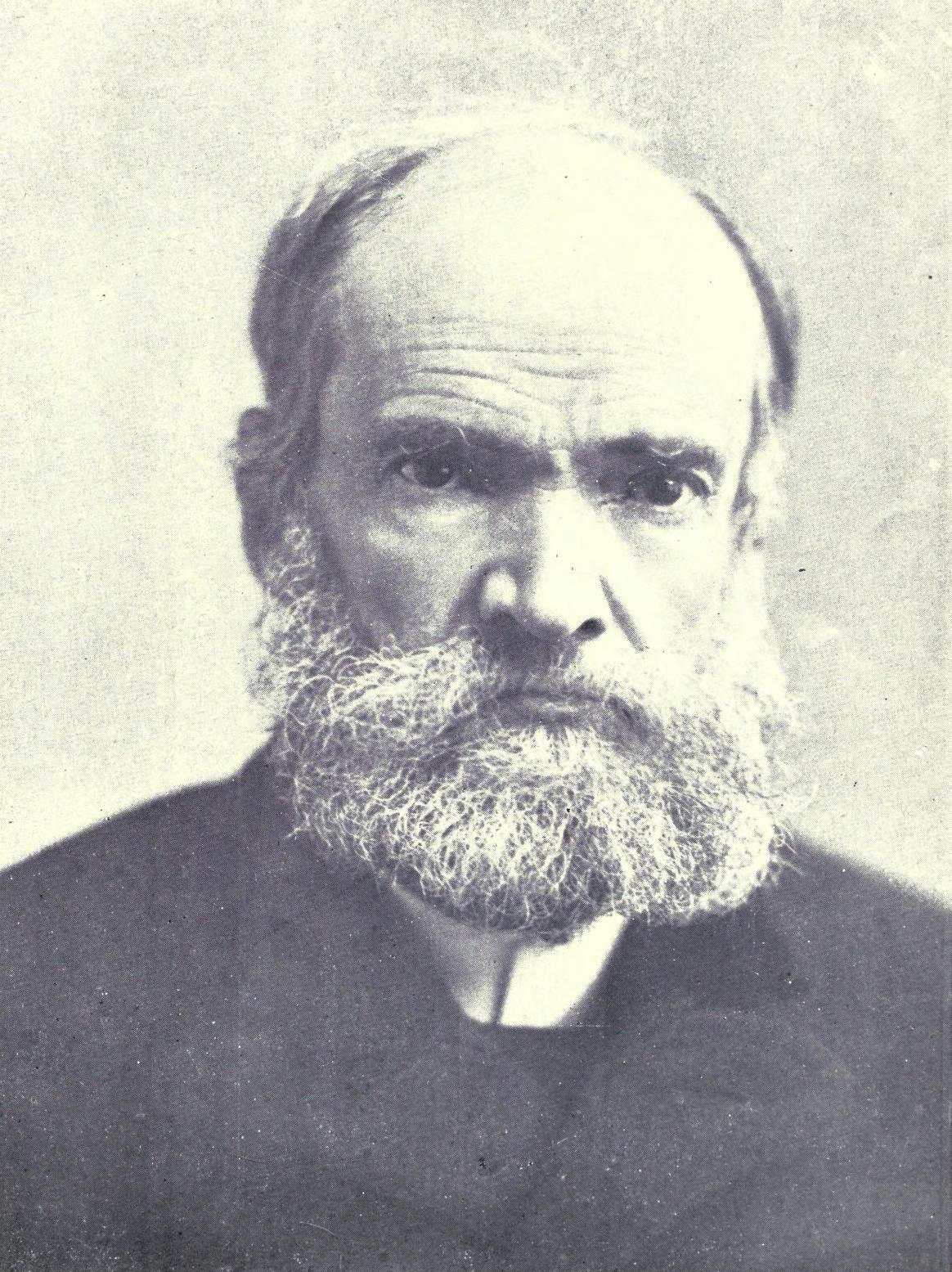
Diego Barros Arana (Santiago de Chile, 16 de agosto de 1830 - 4 de noviembre de 1907) fue un pedagogo, diplomático e historiador chileno, considerado uno de los principales intelectuales liberales del siglo xix.

Entre los miembros fundadores se hallaron Diego Barros Arana, Miguel Luis Amunátegui, Benjamín Vicuña Mackenna, Juan Domingo Arteaga Alemparte, Eduardo de la Barra, Manuel Antonio Matta, Eugenio María de Hostos, Augusto Orrego Luco, Luis Rodríguez Velasco, Marcial González y Fanor Velasco.
La Academia se ofreció a sí misma como un punto de encuentro entre letras y ciencia, conjunción temática para nada extraña en el Chile decimonónico, donde las grandes figuras humanísticas y políticas solían contar con amplios estudios y formación científica:

Sin embargo, por las características ideológicas que marcan el desarrollo del pensamiento decimonónico no es posible hacer una distinción tan evidente entre hombres de letras y representantes de las ciencias puras. Los médicos chilenos, especialmente a partir de la segunda mitad del siglo XIX, tuvieron amplia participación en el sector político y humanista. Destacados y numerosos médicos fueron diputados por extensos períodos, y otros como Augusto Orrego Luco, Ramón Allende Padín, Sandalio Letelier y Adolfo Murillo, miembros de la Sociedad Médica, fueron fundadores de la Academia de Bellas Letras creada en 1873 por José Victorino Lastarria, introductor del positivismo en Chile.
Claudio Araya Ibacache

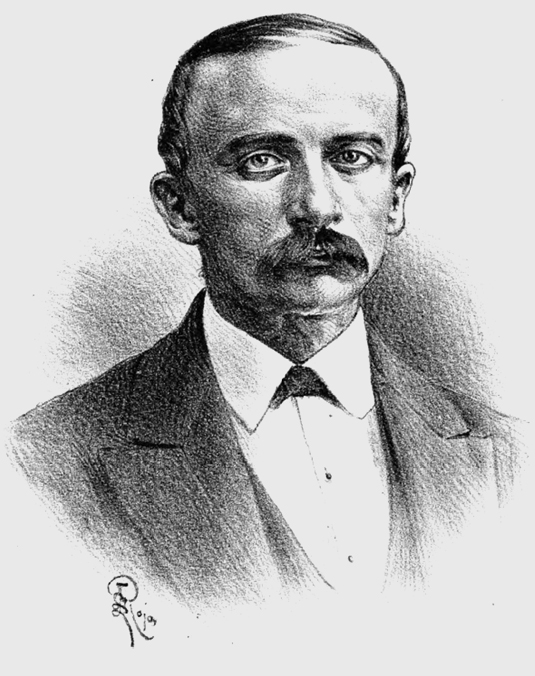
Federico Varela Cortés de Monroy (El Palqui, 18 de mayo de 1826 - Valparaíso, 13 de julio de 1908) fue un agricultor, empresario y político radical chileno.

La Academia contó con el mecenazgo del emprendedor minero Federico Varela Cortés de Monroy, su "Académico Protector", hecho que remarca su favorecimiento a la burguesía industrializante y la tensión con el latifundismo terrateniente, al cual repudiaba. El apoyo hacia la élite empresarial, lejos de ser un secreto o algo superficial, era explícito y una consecuencia de la búsqueda del progreso social, el cual iba de la mano con la industrialización del país:

En 1875, esta misma Academia participa en la Feria Internacional de Santiago bajo el lema de "hermanar la fiesta del arte con la fiesta de la industria", y convoca a un certamen poético con el tema de la fraternidad en el trabajo. Eduardo de la Barra, yerno y seguidor de Lastarria, obtiene el premio unico con un poema titulado "Canto a la Fraterni dad de la Industria". Se trata de una especie de balada en que un coro de niños, otro coro de jovenes y otro de ancianos, elogian a la industria; luego -en la parte mas extensa del poema- interviene la elogiada que se presenta como una fuerza  invencible y como un agente del progreso humano.
Bernardo Subercaseaux

Además del aporte de este benefactor, cada uno de los miembros de la Academia contribuía con el pago de cuotas de suscripción para su sostenimiento. Durante sus sesiones, se presentaron lecturas y conferencias sobre diversos temas, incluyendo la lingüística, la prensa escrita, el lujo y la criminología. Estas actividades, junto con la organización de certámenes literarios y la publicación de obras, reflejaron su compromiso con el fomento de la cultura literaria, premiando la producción de obras y apoyando la visibilización de figuras importantes en el ideario cultural de la joven república:

Uno de los proyectos que se llevó a cabo fue la organización de certámenes literarios de obras dramáticas y poesía, los que se realizaron entre 1873 y 1876. En estos, actuaron como jurados algunos miembros de la misma Academia. Otra de las iniciativas ejecutadas fue la publicación del libro Suscrición de la Academia de Bellas Letras a la estatua de Don Andrés Bello (1874), que tuvo como fin reunir fondos para apoyar la creación de una estatua en homenaje a Andrés Bello López (1781-1865).
Memoria Chilena

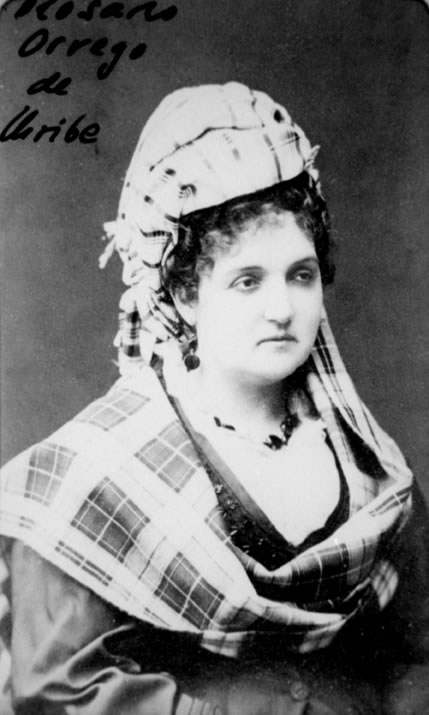
Rosario Orrego, primera mujer académica en Chile.

En las sesiones de la Academia llegaron a participar dos mujeres intelectuales. La primera de ellas fue Lucrecia Undurraga Solar, quien intervino en el contexto del debate acerca de la educación científica femenina en 1873. Undurraga fundó La Mujer (1877), el primer periódico en realizar publicaciones llevadas a cabo en su totalidad por mujeres y para mujeres en la prensa nacional. Lo anterior, significó un gran aporte y gran empuje a la aprobación del voto femenino en Chile. La segunda fue Rosario Orrego, quien presentó su discurso de incorporación y también declamó el poema titulado "La mujer". Fue la primera mujer novelista de Chile y es considerada como una de las precursoras de la literatura femenina a nivel hispanoamericano. La emancipación de la mujer formó parte del ideario de la Academia. Uno de los miembros que más abogó por ello fue Eugenio María de Hostos. Desde su entrada a la Academia, defendía la educación femenina, siendo su gran objetivo que esto tuviera un correlato institucional en el país, objetivo que vería cumplido:

El puer-torriqueño pronuncia una serie de conferencias en la Academia de Bellas Letras de Santiago, destinadas a impulsar la inclusión de la mujer en la educación científica y a solicitar que se la instruya masivamente, según lo señalan los adelantos modernos. Su más exitosa conferencia será publicada con el título de “La Educación Científica de la Mujer” (revista sudamericana, Santiago, junio de 1873). Su argumentación a favor de la instrucción femenina se encuentra apoyada fuertemente por la correspondencia entre la necesidad de educar a la mujer y los avances de las ciencias positivas, pues al igual que otros pensadores liberales considera que una sociedad se debe medir en el trato que se le dé a la mujer de acuerdo al principio de igualdad de oportunidades. Los conceptos vertidos por Hostos tienen una realización material años después. El 5 de febrero de 1877, en Viña del Mar, el ministro Miguel Luis Amunátegui, firma el decreto que permite que las mujeres sean admitidas en la universidad, con las mismas disposiciones a que están sujetos los hombres.
Juan Gabriel Araya Grandón

La Academia extendió sus actividades hasta 1881, año en el que cierra sus puertas. La institución destaca por ser una de las que recepcionó el positivismo de forma más amplia y abarcante en el Cono Sur. El cultivo del positivismo en Chile tuvo diversas vertientes, pero la Academia fue lo suficientemente pluralista para tener en sus filas tanto a positivistas heterodoxos como a aquellos más comprometidos con el proyecto comteano ortodoxo:

[...] conviene advertir que las doctrinas de Comte rara vez se aceptaron en su integridad. Quizá fue en Chile donde el filósofo francés encontró sus seguidores más incondicionales: en la citada Academia de Bellas Letras, que perduró hasta 1881, se iniciaron tanto Valentín Letelier (1852-1919), que continuaría la línea heterodoxa y liberal de Lastarria, como los hermanos Lagarrigue -Jorge (1854-1894), Juan Enrique (1852-1927) y Luis (1864-1956)-, que fueron de los pocos que hicieron suyos la religión de la humanidad y los fundamentos despóticos de la teoría política comtiana. Las peculiaridades del pensamiento positivista hispanoamericano estriban en que se trató sobre todo de una actitud, relacionada con la voluntad de progreso y de alcanzar la verdad: una actitud que sólo daba relieve a la experiencia, al conocimiento de los hechos, al rigor científico, contra el uso irrestricto de la razón, contra las verdades abstractas y absolutas, contra las creencias religiosas, contra la intuición. Quedaba rechazado todo «a priori», incluso cuando provino de los mismos positivistas, de modo que el «cientificismo» fue ante todo una actitud «pragmática» que se proyectó sobre la política, sobre la moral -el positivismo se proponía como una moral del desinterés, de la objetividad, de la probidad del pensamiento- y sobre las «ciencias sociales», cuyo desarrollo inspiró.
Teodosio Fernández

La Academia de Bellas Letras, especialmente de la mano de las figuras que la organizaron e integraron, fue la agrupación positivista que mayor visibilidad y prestigio obtuvo en Chile. No obstante aquello, no fue la única de su clase. A partir de 1870, el número de instituciones positivistas se contarían en por montones a nivel nacional:

Entre las entidades positivistas aparecidas en Chile figuran: La Academia de las Bellas Letras (1873), la Sociedad de la Ilustración (1872) y el Círculo Positivista (1870‒1874), cuyos exponentes se encargaron de la difusión del positivismo como eje teórico que persigue las reformas en los tópicos mencionados, y como instrumento ideológico, político y moral para la modernización del estado‒nación. Además, como reservorio ético para la renovación moral de la sociedad chilena. En dichas corporaciones se realizaban lecturas y comentarios de las obras de los representantes del positivismo francés e inglés: Augusto Comte, Emile Littré y John Stuart Mill. Pero también se crearon corporaciones para estudiar y difundir el positivismo en otras regiones, tales como: La Sociedad del Progreso, en Valparaíso, o la Sociedad Escuela Augusto Comte, en Copiapó, en 1882.
Zenobio Saldivia